# Famine en Corée du Nord
L'épisode de famine en Corée du Nord peut être daté à partir de juillet 1994 (après la mort de Kim Il-sung) jusqu’en 1997, avec un pic de mortalité en 1997. La première phase de 1990 à 1994 fut une pénurie avec une réduction des rations, la seconde de 1994 à 1997 fut la famine à proprement parler. 
Le déclin économique de la Corée du Nord, d'importantes inondations détruisant les récoltes au milieu des années 1990 (elles auraient recouvert près de 30 % du pays pendant l'été 1995) et la chute du bloc soviétique en sont les causes principales.
En Corée du Nord le terme de « famine » (gigeun) n'est pas utilisé. Elle est officiellement appelée « marche forcée » (gonan-ui haenggun). La première utilisation du terme est visible dans le journal du 1er janvier 1996 Rodong Sinmun ; cette dénomination fait référence au récit de Kim Il-sung et de ses compagnons de résistance, qui avaient dû se replier en Sibérie, subissant le climat rude et le manque de denrées dans la fin des années 1930.

## Causes
Les causes de la famine en Corée du Nord sont multiples, mais les principales sont :
- Catastrophes naturelles, de fortes pluies associées à des typhons suivies par des sécheresses, qui eurent d’autant plus de conséquences que l’environnement fut endommagé par les déforestations à partir des années 1960 (pour « remodeler la nature »), le déboisement pour compenser la moindre production d’énergie et par l’érosion des sols qui s’ensuivit[8],[9].
- Agriculture intensive, qui dépendante des engrais, des pesticides et de la traction mécanique, a été profondément touchée par la chute du bloc soviétique, et par la fin des liens privilégiés du régime avec l’URSS et la Chine[10]. En outre, la Corée du Nord présente des conditions peu propices à l'agriculture du fait de la latitude septentrionale du pays et le manque de terres arables[11].
- La volonté du régime de réaliser l’autosuffisance du pays et d'accroitre les dépenses militaires, au détriment du développement économique[11].

L’ONU estime que la famine est liée pour 85 % aux problèmes du secteur agricole et à 15 % par les catastrophes naturelles.
La Corée du Nord n’a pas pu, ou pas voulu, recourir au montant de devises suffisant pour acheter des denrées sur le marché international. Sans accès aux institutions financières internationales, elle n’a pas pu emprunter de devises (l’État étant sous sanctions américaines et avec une forte dette extérieure).

## Conséquences
Selon les Nations-Unies en 1998, une malnutrition aiguë touchait près de 18% de la population et 62% des enfants de moins de 9 ans étaient touchés par le rachitisme. Alors que pour l’UNICEF 800 000 enfants souffraient de rachitisme,.
Selon le PAM, les couches de la population vulnérable, composées des enfants, des femmes enceintes et des vieillards (représentant 4,7 millions de personnes) furent sévèrement touchées par ces pénuries.
Les autorités nord-coréennes auraient arrêté de tenir à jour les registres des décès pour les années 1997-1998.

### Nombre de victimes
Pour des raisons techniques, il est temporairement impossible d'afficher le graphique qui aurait dû être présenté ici.

Évolution du nombre de morts entre 1995 et 1998 selon le Korea Bouddhist Sharing Movement en 1999, 3 500 000 morts en tout sur 4 ans ,.
Les estimations du nombre de victimes varient de 0,6 à 3,5 millions de morts sur une population totale de 22 millions, par la faim ou à la suite de maladies liées à la famine,.
Selon Hwang Jang-yop en 1999, le nombre de morts à la fin de l’année 1997 se cumulait à 2,5 millions de victimes.
Selon la Good Friend (anciennement Korea Bouddhist Sharing Movement) le nombre de morts était de 3,5 millions de victimes.
Selon Philippe Pons en 2016, l’estimation la plus vraisemblable se situerait entre 600 000 morts et 1 000 000 morts (estimation établi par Daniel M. Goodkind et Lorain West (en 2001 et 2011), Haggard et Noland (en 2007))
L'universitaire américain et directeur du Korea-Pacific Program Stephan Haggard fait également état de 600 000 à un million de morts.
Toutefois, le manque d'informations ne permet pas de prendre la mesure exacte de cette famine. La réalité des chiffres mis en avant est remise en question par des ONG qui se sentent manipulées par les autorités nord-coréennes.

### Mouvement de population
De nombreux Nord-Coréens, se comptant en dizaines de milliers, ont traversé le Yalu et le Tumen pour aller dans la préfecture autonome coréenne de Yanbian, située dans la province du Jilin en Chine. 

### Cannibalisme
L'Institut pour l'unification nationale (KINU), un organisme public sud-coréen, relate dans son Livre blanc l'existence de plusieurs cas de cannibalisme. Cependant, l'importance du cannibalisme est à relativiser pour les années 2000, il s'agirait de cas isolés, parmi les 230 transfuges interrogés, seuls une dizaine ont mentionné des pratiques cannibales.

### Contrôle par le régime
Pour reprendre le contrôle sur les mouvements de population et sur le pays, le régime a, à partir de mars 1997, émis de nouvelles cartes d’identité pour replacer les populations dans leur région attribuée, par ailleurs l’utilisation du terme « famine » faisait l’objet de réprimande. Les chiffres des statistiques et recensements de la population sont volontairement falsifiés et tronqués, pour dissimuler le nombre exact des victimes de la famine.  

### Économique
L’effritement du système public de distribution a eu de profonds effets, un système de marché noir est apparu, soit un système fondé sur l’offre et la demande, se basant dans un premier temps sur le troc, puis dans un second temps sur la monnaie. Le développement de ce marché parallèle incita l’action individuelle.

## Aide internationale
La RDPC a fait appel à l’aide internationale en septembre 1995 pour la première fois de son histoire.
Le régime nord-coréen a alors demandé à des experts de la FAO et du PAM de venir constater la situation sur place, ce qui a été fait en décembre 1995, les experts en ont conclu que la situation était alarmante mais pas catastrophique.
En 1996, la FAO annonçait qu’il y a eu « une dégradation de la situation plus importante que prévu » qui pouvait évoluer en « empirant ».
Début 1997 la PAM annonça le risque d’une famine.
Le PAM insista sur le poids de la situation avec pour objectif de débloquer des fonds, tout en minimisant la dimension du drame. Mais l’aide internationale fut paralysée par les motivations chinoises qui souhaitaient ne pas propager de bruit sur les soucis au risque d’encourager des franchissements à sa frontière avec la Corée du Nord, la Chine désignant les réfugiés nord-coréens comme des « immigrants économiques en situation illégale ».
Le HCR minimisa ou ignora la famine pour éviter d’attirer la colère de la Chine.
Entre 1995 et 2005 la Corée du Nord a reçu 2,3 Mds d’USD (dont 67 % fut reçu sous forme de denrées alimentaires).